# Hôtel de Nesle
Das Hôtel de Nesle war ein Hôtel particulier in Paris, das vor allem im 14. Jahrhundert eine herausragende Rolle spielte.

## Lage
Es stand auf einer Grundfläche von 100 Meter Breite und 100 bis 150 Meter Tiefe am heutigen Quai de Conti, am linken Ufer der Seine unterhalb des heutigen Pont Neuf. Die Anlage nahm das gesamte Dreieck zwischen dem Quai de Conti, der Rue de Nevers, und der Rue Mazarine ein. Die Gebäude standen im südöstlichen Teil, die Gärten waren nordwestlich vorgelagert. In seiner Bauzeit, als die genannten Straßen noch nicht existierten, bestanden zwei Seiten des Dreiecks aus dem Seineufer und der Stadtmauer Philipp Augusts, die sich an der (nach dem Hôtel benannten) Tour de Nesle im äußersten Nordwesten des Geländes trafen.

## Die Familie Clermont
Das Hotel verdankt seinen Namen Simon II. de Clermont, Herrn von Nesle und Bauherr des Hauses. Simon II. war in den Jahren 1270/71 Regent von Frankreich mit dem Titel eines „Lieutenant“ (Stellvertreter) des Königs Ludwig IX., während dieser sich auf dem Siebten Kreuzzug vor Tunis befand; er starb am 1. Februar 1286. Seine Söhne waren Raoul II. de Clermont, Connétable von Frankreich, und Guy I. de Clermont, Marschall von Frankreich, die beide am 11. Juli 1302 in der Sporenschlacht fielen. Der Vater und seine beiden Söhne hatten in der zweiten Hälfte des 13. Jahrhunderts die Position, die den Bau einer derartigen Residenz erforderlich machte, und die finanziellen Mittel, sie auch zu errichten und zu unterhalten: unmittelbar an der Seine gelegen und unmittelbar an der Stadtmauer Philipp Augusts, die am Beginn des Jahrhunderts gebaut worden war, in Sichtweite von Louvre und Palais de la Cité, von beiden nur durch den Fluss getrennt. Das Hôtel de Nesle zählte seinerzeit zu den größten Häusern der Stadt, und die Gärten der Anlage konnten mit den Gärten des königlichen Hôtel Saint-Paul ohne weiteres konkurrieren.

## Das alte Hôtel de Nesle

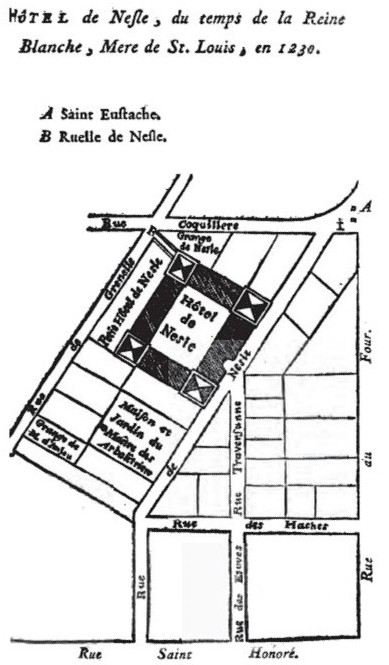
Plan des alten Hôtel de Nesle

Vor dem Hôtel am Seineufer besaß die Familie Clermont bereits ein anderes Hotel in Paris, das ebenfalls Hôtel de Nesle hieß. Dieses Gebäude stand westlich des Jardin des Halles, dort, wo sich heute die Bourse de commerce befindet. Jean de Nesle († vor 1236), der ältere Bruder Simons II., trat es 1232 an Ludwig IX. ab, Ludwigs Mutter Blanka von Kastilien starb hier am 27. November 1252. 1296 gab Philipp IV. der Schöne es Karl von Valois, dessen Sohn Philipp de Valois es 1327, im Jahr bevor er selbst König wurde, an Johann von Böhmen, den König von Böhmen, weitergab. Der neue Name des alten Hôtel de Nesle war nun Hôtel de Bohème, der später zu Hôtel de Behaigne verballhornt wurde.

## Das Hôtel de Nesle im Besitz der Kapetinger
1308 verkaufte Amaury de Clermont, der im Kirchendienst stehende Bruder Raouls II. und Guys I., Philipp dem Schönen auch den Gebäudekomplex am Flussufer. Im Jahr 1313 ließ Philipp die Quai des Grands Augustins und den Quai de Nesle (heute Quai de Conti) bauen, um das Hôtel de Nesle mit dem Petit Pont zu verbinden, wodurch die erste Uferbefestigung von Paris entstand.
Im Jahr 1314 spielte die Tour de Nesle (Baujahr 1214) die namengebende Rolle in einem Ehebruchsdrama, in das die drei Schwiegertöchter Philipps IV. verwickelt waren und das aufgrund seiner Konsequenzen den Wechsel von der Dynastie der Kapetinger (im engeren Sinne) zu den Valois zur Folge hatte:
- Margarete von Burgund, die Ehefrau Ludwigs X., und
- Blanka von Burgund, die Ehefrau Karls IV. als Ehebrecherinnen, sowie
- Johanna II. von Burgund, die Ehefrau Philipps V. als Mitwisserin.

Es ist jedoch davon auszugehen, dass die ehebrecherischen Treffen nicht im Turm, sondern eher im Hôtel de Nesle stattgefunden haben – zumal die Tour de Nesle erst ab etwa dem Jahr 1330 ihren Namen bekam.
Trotz dieses Vorgangs schenkt Philipp V. im Jahr 1319 das Hôtel de Nesle seiner Ehefrau Johanna, die ab diesem Zeitpunkt hier Hof hielt, wenn sie in Paris war. In ihrem Testament aus dem Jahr 1325 bestimmte sie den Verkauf eines Teils des Geländes, der Tour de Nesle, um den Erlös dem von ihr gestifteten Collège de Bourgogne, einem Teil der Universität Paris, zukommen zu lassen.

## Die Hinrichtung Raoul de Briennes
Am 19. November 1350 wurde der Connétable Raoul II. de Brienne auf Befehl des Königs Johann II. ohne Prozess hingerichtet, nachdem er am Tag zuvor verhaftet worden war. Für die Verhaftung, Einkerkerung und Hinrichtung werden sowohl der Louvre als auch das Hôtel de Nesle genannt, zum Teil sogar beide Orte für verschiedene Stationen des Vorgangs.

## Johann von Berry als Hausherr im Hôtel de Nesle

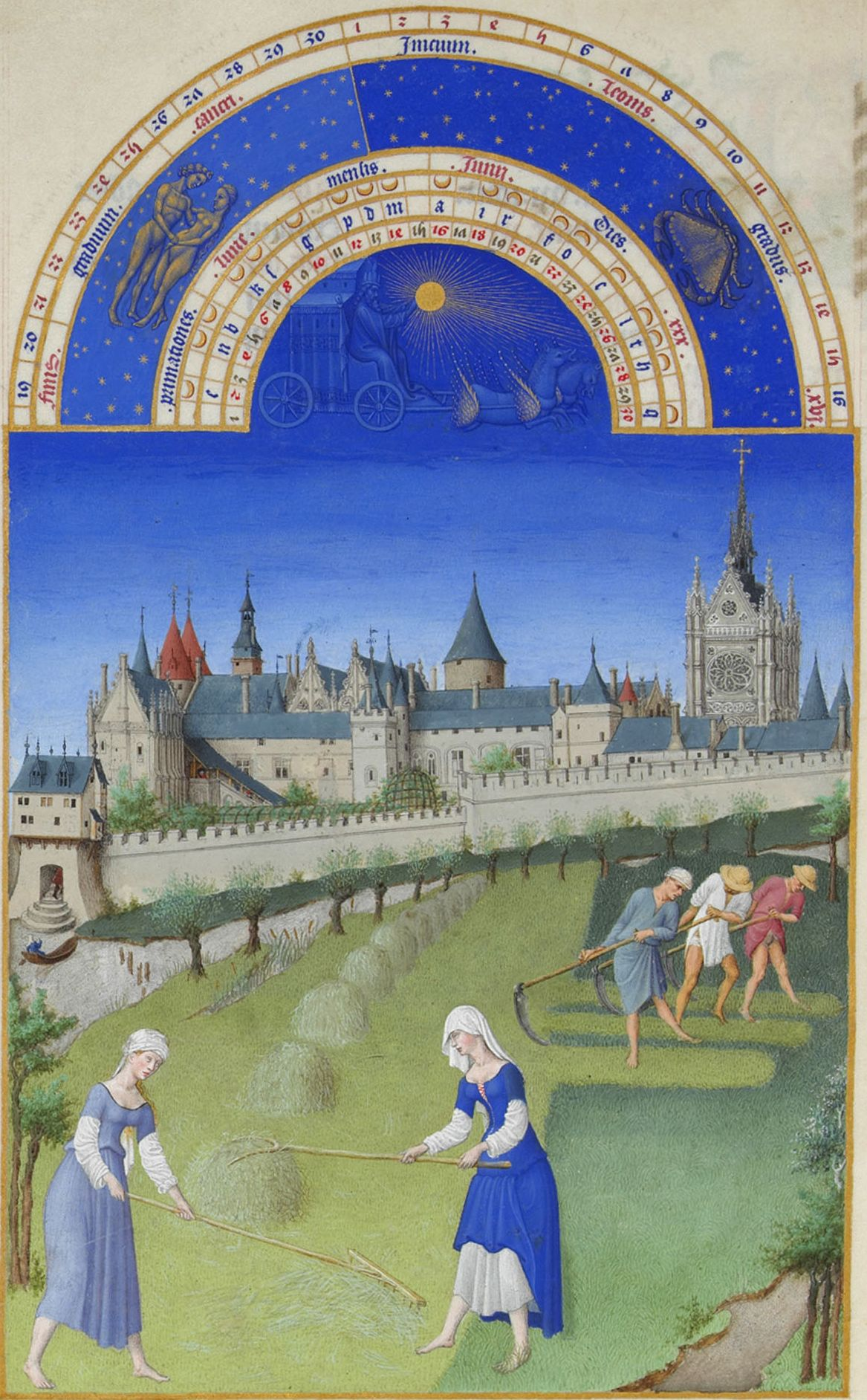
Les Très Riches Heures: Der Monat Juni

König Karl VI. gab das Hôtel de Nesle im Jahr 1380 seinem Onkel, dem Herzog Johann von Berry, der einen Neubau veranlasste. In den 1400er Jahren bewahrte er hier einen großen Teil seiner Sammlungen auf. Das Juni-Bild der Très Riches Heures entstand vermutlich hier, da es eine Ansicht des Palais de la Cité zeigt, wie es sich von den Gärten des Hôtel de Nesle aus darstellte. Johann von Berry starb im Hôtel de Nesle am 15. Juni 1416. Nach seinem Tod verfiel die Anlage.

## Das Ende des Hôtel de Nesle
Am 25. März 1550 befahl König Heinrich II. die Prägung einer Münze und brachte die Prägeanstalt im Hôtel de Nesle unter. Die Münze, ein „double sols parisis“ bekam den Namen „gros de Nesle“. Die Prägeanstalt wurde 1551 wieder geschlossen, nachdem 26 Tonnen Metall (d. h. 4,4 Millionen Exemplare zu knapp 6 Gramm) geprägt worden waren.
Teile der Anlage wurden abgerissen, neue Hôtels entstanden, die die Namen ihrer neuen Besitzer trugen, neue Straßen wurden angelegt, die ebenfalls an diese neuen Bauten erinnern:
- Die Rue de Nesle, die als einzige auf das Hôtel de Nesle Bezug nimmt, erhielt ihren Namen erst 1867 und hieß vorher Rue d‘Anjou Dauphin, wurde 1607 eröffnet und befindet sich nicht auf dem ehemaligen Gelände des Hôtels, führt lediglich darauf zu.
- Die Rue de Nevers (1636), die an das Hôtel de Nevers erinnert, das auf dem Gelände des Hôtel de Nesle stand, und die der Südostfassade des alten Hôtels folgt
- Die Rue Guénégaud (1641), die an das Hôtel Guénégaud des Ministers Henri de Guénégaud (1609–1676) erinnert, und die quer durch das ehemalige Hôtel de Nesle führt, sowie
- Der Quai de Conti (1655), der zuvor Quai de Nesle, Quai de Nevers und Quai Guénéaud hieß, und seinen Namen nach dem hier liegenden Hauptzugang zum Hôtel de Conti erhielt

1665 wurden die Reste von Hôtel und Tour de Nesle abgerissen, um Platz zu schaffen für den Bau des Institut de France und der Bibliothèque Mazarine im Nordwesten des Geländes. Die Stadt Paris erwarb den Südosten, um dort ein neues Hôtel de Ville zu errichten. Dann wurde das Grundstück aber benutzt, um im 18. Jahrhundert an der Rue Guénégaud das Hôtel des Monnaies zu bauen.